# Pakiety indywidualne
Indywidualny pakiet do likwidacji skażeń – opakowany zestaw środków profilaktycznych i środków do likwidacji skażeń przeznaczony do natychmiastowej likwidacji skażeń, który może zawierać również zestaw środków farmakologicznych przeciwdziałających skutkom skażenia, wraz z urządzeniami umożliwiającymi ich stosowanie.
Podział indywidualnych pakietów:
- Indywidualny Pakiet Przeciwchemiczny
- Indywidualny Pakiet do Likwidacji Skażeń IPLS-1 Atlas
- Indywidualny Pakiet Radioochronny
- Indywidualny zestaw autostrzykawek
- Apteczka indywidualna AI-1